# Advanced Power Management
Advanced Power Management (APM) je API vyvinuté společností Intel a Microsoft a uvolněné v roce 1992, které umožňuje operačnímu systému běžícímu na IBM kompatibilních osobních počítačích pracovat s BIOS tak, aby se dosáhlo řízení spotřeby.
Revize 1.2 byla poslední verze specifikace APM, která vyšla v roce 1996. Microsoft upustil od podpory pro APM v systému Windows Vista, kde je nástupcem APM specifikace Advanced Configuration and Power Interface (ACPI). Linuxové jádro ještě většinou APM podporuje.